# Saint-Étienne-la-Thillaye
 Saint-Étienne-la-Thillaye  es una población y comuna francesa, situada en la región de Baja Normandía, departamento de Calvados, en el distrito de Lisieux y cantón de Pont-l'Évêque.

## Demografía
| 398 | 354 | 358 | 363 | 386 | 437 |
| Para los censos de 1962 a 1999 la población legal corresponde a la población sin duplicidades (Fuente: INSEE [Consultar]) |     |     |     |     |     |